# Neuer Rebstockpark

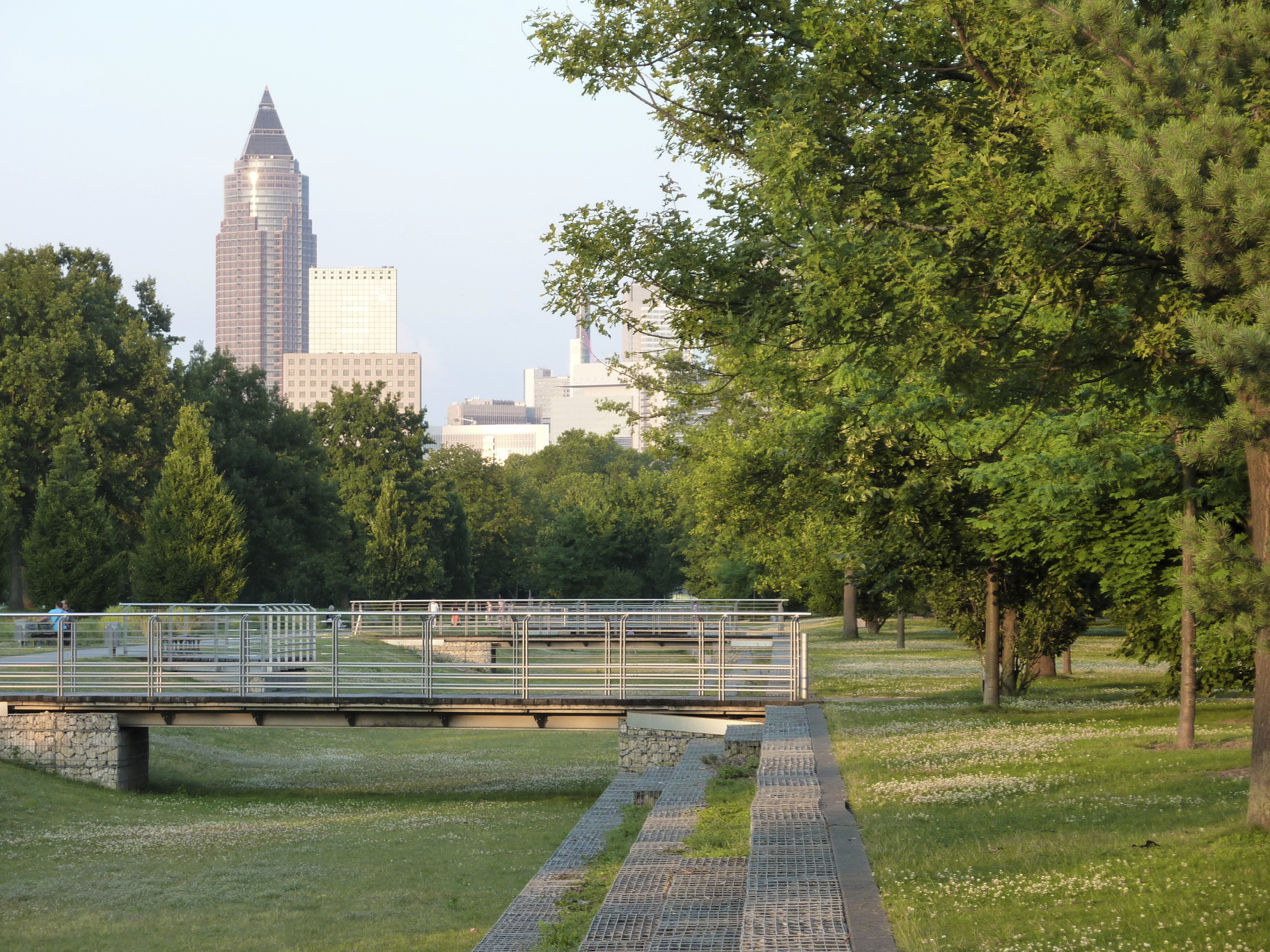
Neuer Rebstockpark mit Graben („Rasengracht“) und Fußgängerbrücken. Links im Hintergrund der Messeturm und davor das Messe Torhaus. Blick nach Osten

Der Neue Rebstockpark ist eine öffentliche Grünanlage in der Stadt Frankfurt am Main. Der Park ist Teil des westlich der Innenstadt im Stadtteil Bockenheim gelegenen Viertels Frankfurt-Rebstock. Er liegt östlich benachbart zum älteren und wesentlich größeren Rebstockpark. Das Parkgelände von rund 7,5 Hektar Ausdehnung wurde im Jahr 2005 von der Stadt Frankfurt eröffnet. Der Neue Rebstockpark unterscheidet sich wesentlich von älteren städtischen Grünanlagen Frankfurts durch seine streng geometrische, ausschließlich an geraden Linien ausgerichtete Landschaftsarchitektur. Am Konzept für den Park war der international bekannte Architekt Peter Eisenman beteiligt. Als ein Bestandteil des Frankfurter Grüngürtels ist das Gelände des Neuen Rebstockparks als Landschaftsschutzgebiet ausgewiesen.

## Lage
Der Neue Rebstockpark befindet sich auf dem Rebstockgelände im Südwesten des Stadtteils Bockenheim. Er liegt westlich des Ausstellungsgeländes der Messe Frankfurt und der zwischen Park und Messegelände gelegenen Kuhwaldsiedlung. Im Westen grenzt der Park, von einer Straße getrennt, an das Grundstück des städtischen Schwimmbades Rebstockbad sowie an den südöstlichen Ausläufer des benachbarten, 1962 eingerichteten Rebstockparks. Unmittelbar nördlich angrenzend und mit mehreren Zugängen zum Neuen Rebstockpark versehen befindet sich das Neubau-Wohnviertel Rebstock, im Süden grenzen Messe-Parkhäuser an. Südöstlich der Grünanlage liegt das im Bau befindliche Europaviertel.

## Geschichte des Geländes
Wie das gesamte Rebstockgelände und mehrere seiner Einrichtungen ist auch der Neue Rebstockpark nach den mittelalterlichen Besitzern des Areals, der Frankfurter Patrizier-Familie Rebstock benannt. Die erste urkundliche Erwähnung eines Rebstockhofs geht auf das Jahr 1300 zurück. Im 14. Jahrhundert ging das Gelände in den Besitz des Frankfurter Domherren Wicker Frosch über.
Größere Aufmerksamkeit bekam das Rebstockgelände seit dem frühen 20. Jahrhundert. Im Rahmen der Internationalen Luftschiffahrt-Ausstellung im Jahr 1909 waren die Zeppeline LZ 5 und LZ 6 mit allgemeiner Beachtung dort gelandet und gestartet. Im folgenden Jahr wurde die Stadt Frankfurt Pächter des Anwesens. Sie überließ das Rebstockgelände der Deutschen Luftschiffahrts-Aktiengesellschaft. Diese richtete dort den ersten Flughafen Frankfurts ein, den Luftschiffhafen am Rebstock, der im Jahr 1912 den Betrieb mit Zeppelinen aufnahm.
In den 1930er-Jahren wurde das Fluggelände um Start- und Landebahn für Tragflächen-Flugzeuge ergänzt und bis 1945 von der Luftwaffe der Wehrmacht genutzt. Nach dem Zweiten Weltkrieg befand sich auf dem Rebstockgelände unter anderem eine Kiesgrube, aus der 1962 der Rebstockpark hervorging. Auf dem heutigen Gelände des Neuen Rebstockparks entstand ein mit Bäumen bestandener Messeparkplatz für 6.500 Pkw.
Von 2003 bis zur Eröffnung im Jahr 2005 wurde dieser Parkplatz unter der Leitung des Frankfurter Grünflächenamtes und einem ortsansässigen Projektentwicklungs-Unternehmen in eine moderne Parkanlage umgewandelt. Grundlage für die landschaftsarchitektonische Gestaltung war ein preisgekröntes Konzept des Architekten Peter Eisenman, New York, und der Landschaftsarchitekten Robert Hanna und Laurie Olin, Philadelphia, der Entwurf wurde von der Firma BWP Endreß Landschaftsarchitekten entwickelt. Die Baukosten für den Neuen Rebstockpark beliefen sich auf 3,5 Millionen Euro.

## Gestaltung und Ausstattung

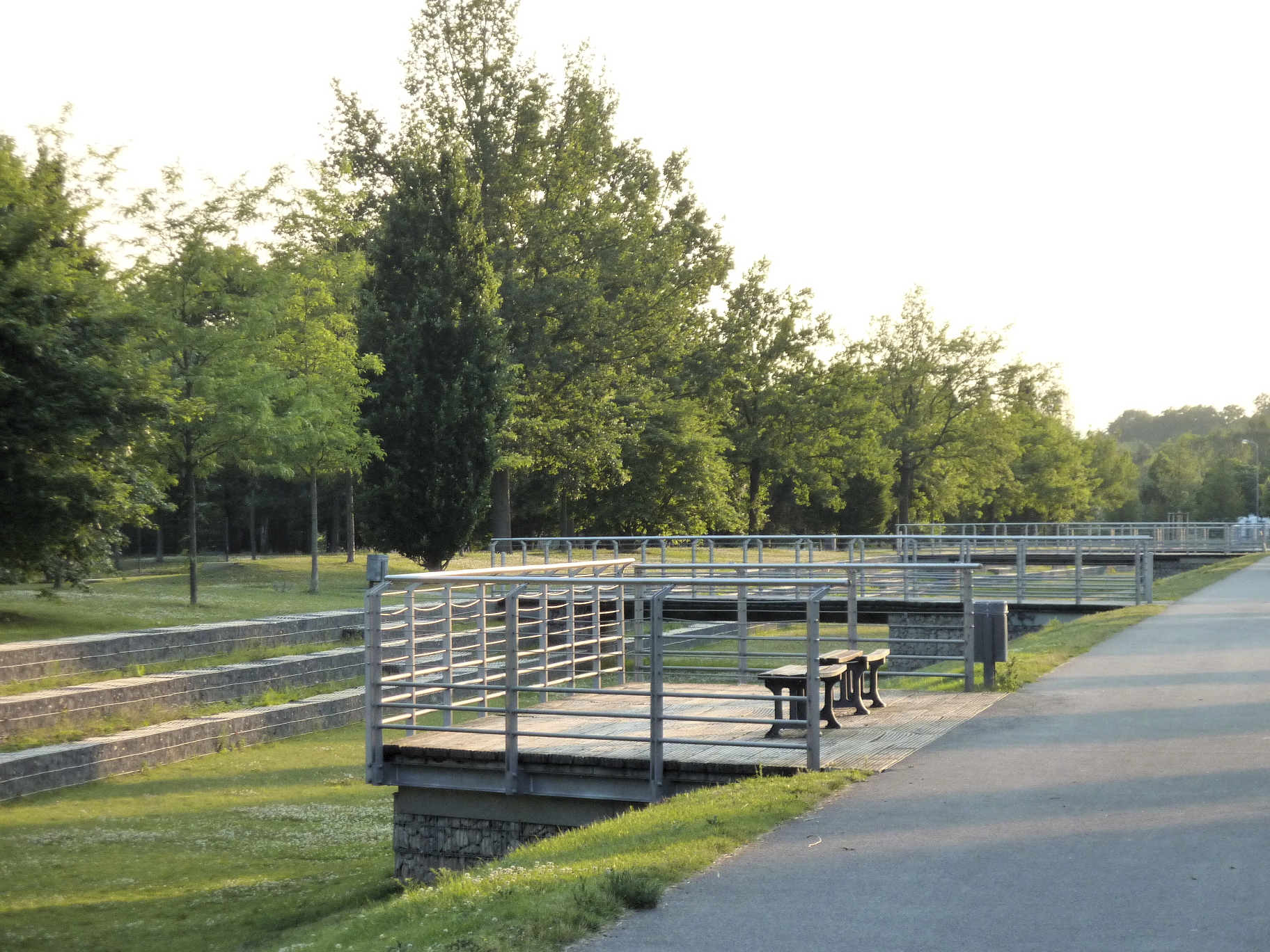
„Rasengracht“ mit Plattform („Bastion“) und Fußgängerbrücken, Blick nach Südwesten

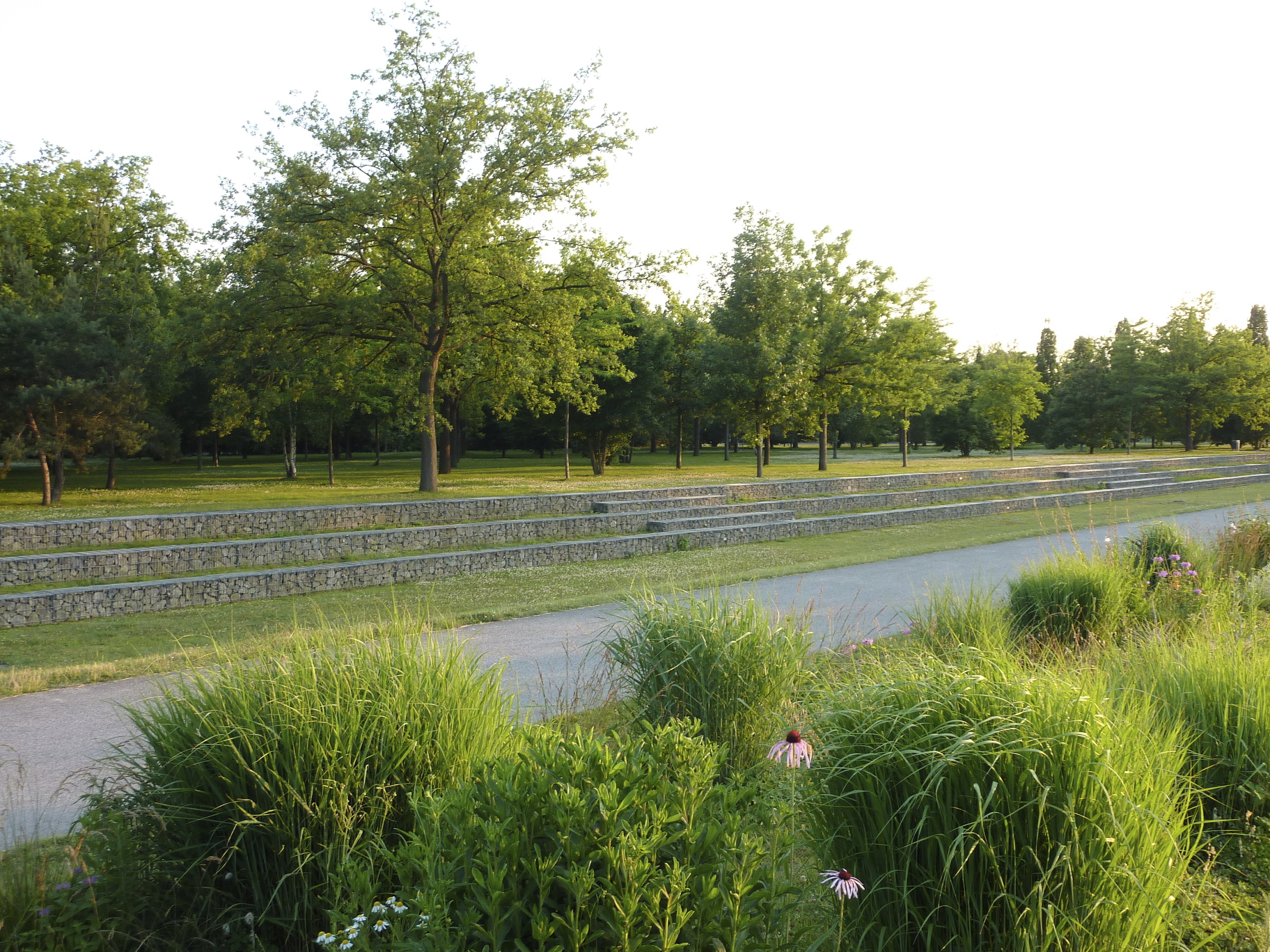
„Präriestauden“ am nördlichen Rand des Grabens; in der Bildmitte dessen mit Gabionen befestigte südliche Böschung. Blick nach Südwesten

Die Gestaltung des Neuen Rebstockparks basiert auf einem „avantgardistischen städtebaulichen Ansatz“. Dieser beruft sich in der Gestaltung von Grundriss und Topografie auf ein „Faltenprinzip“ nach dem französischen Philosophen Gilles Deleuze (1925–1995) sowie auf die mathematische Katastrophentheorie nach dem französischen Mathematiker und Philosophen René Thom (1923–2002). Das Parkgelände ist von einem Raster aus geradlinig angelegten Wegen durchzogen, die in ihrem Grundriss Parallelogramme bilden. Diese sollen das durch die Architektur der benachbarten Wohnsiedlung vorgegebene Muster gestalterisch aufnehmen und hervorheben.
Hauptbestandteil der Landschaftsarchitektur ist ein gerader, 400 Meter langer, etwa 10 Meter breiter und zwei bis drei Meter tiefer Graben am südlichen Rand des Parks, der als „zentrale Achse“ bezeichnet wird. Dieser in Ost-West-Richtung verlaufende, durchgängig mit Rasen bewachsene Graben wird als „Trockengracht“ (Schuh, S. 30) oder als „Rasengracht“ (Thelen, S. 70) beschrieben (→ Gracht). Er wird an seinem nördlichen Rand von einer mäßig steilen Böschung, am südlichen Rand von in Stufen aufgeschichteten Gabionen begrenzt. Das Wegeraster des Parks wird auf mehreren Fußgängerbrücken über den Graben fortgesetzt, der beidseitig von weiteren Parkwegen gesäumt ist. Mehrere als „Bastionen“ (→ Bastion) bezeichnete Podeste oder Terrassen über der Grabenböschung ermöglichen den Blick auf die begrünte Sohle der frei zugänglichen Vertiefung.
Ebenfalls rasterartig angelegt ist die Bepflanzung des Parks mit Einzelbäumen, deren Abstände zueinander sich nach Norden, in Richtung des Wohnviertels verringern. Der Baumbestand des vormaligen Parkplatzes wurde übernommen. Auf die Anpflanzung von Unterholz (Büsche und Sträucher) wurde weitestgehend verzichtet, lediglich der südliche Rand der Grünanlage wird von dichterem Gehölz von den benachbarten Messeparkhäusern abgeschirmt. Entlang der Parkwege sind vereinzelt pflegeleichte Präriestauden gruppiert, ein Pilotprojekt des Grünflächenamtes der Stadt Frankfurt, „Stauden im öffentlichen Grün“ (→ Staude).
Der Park ist außerdem mit einem Kinderspielplatz mit künstlerisch gestalteten Holzstelen aus einer Frankfurter Bildhauerei ausgestattet.

## Verkehrsanbindung

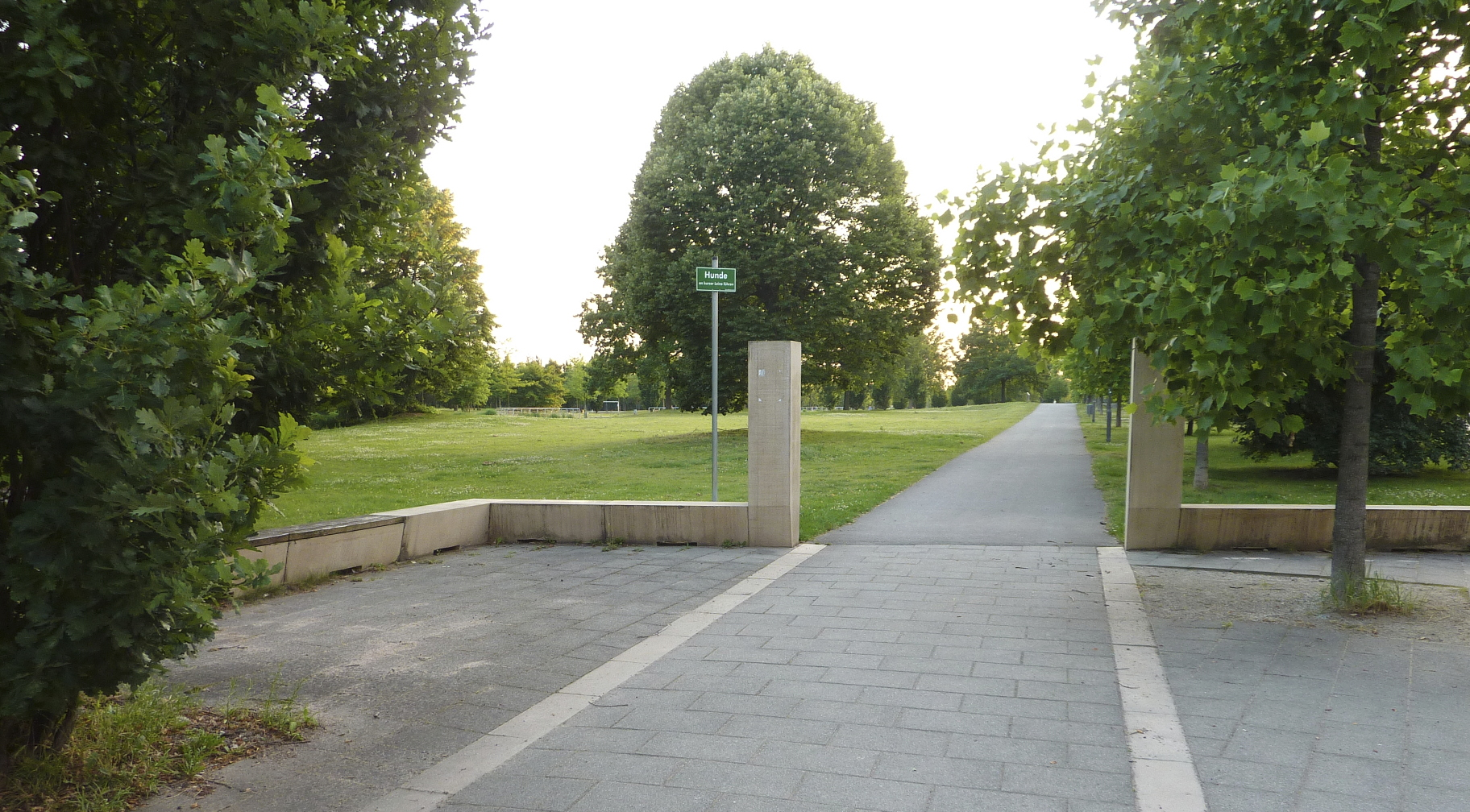
Der nordöstliche Zugang zum Park an der Straße Am Römerhof

Durch die Nachbarschaft zum Wohnviertel Rebstock und zum Rebstockbad sowie durch die Nähe zum Messegelände ist der Neue Rebstockpark sowohl mittels motorisiertem Individualverkehr als auch mit öffentlichen Verkehrsmitteln der Frankfurter Verkehrsgesellschaft VGF gut zu erreichen. Anschluss an das Busnetz der VGF bieten die nahe gelegenen Haltestellen Leonardo-da-Vinci-Allee, Wilhelmine-Reichard-Weg und Zum Rebstockbad der Linien 34 und 50. Etwa 200 Meter nordwestlich des Parks liegt die Endhaltestelle Rebstockbad der Linie 17 der Straßenbahn Frankfurt am Main.
Der Neue Rebstockpark ist mit Kraftfahrzeugen über die Anschlussstelle Ffm.-Rebstock der Bundesautobahn 648/Wiesbadener Straße zu erreichen. Der nächstgelegene Parkplatz für Kraftfahrzeuge befindet sich an der nach dem benachbarten Schwimmbad benannten Straße Zum Rebstockbad unmittelbar gegenüber dem Parkgelände. Der Zugang zum Park ist barrierefrei.